# 终止中国发展中国家地位法案
《終止中國發展中國家地位法案》（Ending China's Developing Nation Status Act）是一部2023年美國立法中的法案。

## 背景
在美國，無論參議院還是眾議院，都聚焦在中國龐大的體量上。中國已經成為世界上最大的出口國和第二大經濟體，不再符合發展中國家的標凖，應該被剝奪這些優惠待遇。
「從經濟和軍事規模到在世界各國的大規模投資，顯然中國已經不再是『發展中國家』，」來自馬里蘭州議員克里斯·範·荷倫（Chris Van Hollen）在一份書面聲明中說，「長期以來，中國一直利用這一地位在多邊協議中獲得不公平的優勢。」

## 立法過程
2023年2月28日，美國眾議院外交委員會通過法案《中華人民共和國不是開發中國家法》（英語：PRC is Not A Developing Country Act）。
2023年3月27日美國眾議院通過該法案。
2023年6月8日，美國參議院外交關係委員會通過《終止中國發展中國家地位法案》（Ending China's Developing Nation Status Act），要求美國國務院對國際組織施加影響，讓中國不再享有「發展中國家」地位。

## 反應
2023年6月9日，中國外交部發言人汪文斌在例行記者會針對參議院外委會通過《終止中國開發中國家地位法案》回應表示，「美國想把發達（已開發）國家的帽子強加給中國，不是出於對中國發展成就的讚賞肯定，而是醉翁之意不在酒，是要把剝奪中國的發展中國家地位作為遏制中國發展的一張牌」。

## 資料來源
1. ↑  . BBC. 2023-06-16  [2023-09-19]. （原始内容存档于2023-06-21）.
2. ↑  . 自由時報. 2023-03-01  [2023-09-19]. （原始内容存档于2023-07-08）.
3. ↑  . 自由時報. 2023-03-29  [2023-09-19]. （原始内容存档于2023-05-25）.
4. ↑  倪浩軒. . 今日新聞. 2023-06-09  [2023-09-19]. （原始内容存档于2023-07-21）.
5. ↑  . 人家福報. 2023-06-09  [2023-09-19]. （原始内容存档于2023-07-08）.